# شين تونغ
شين تونغ (بالصينية: 辛桐) هو سباح صيني، ولد في 6 يناير 1987.

## وصلات خارجية
- شين تونغ على موقع الاتحاد الدولي للسباحة (الإنجليزية)
- شين تونغ على موقع أوليمبيديا (الإنجليزية)
- شين تونغ على موقع اللجنة الأولمبية الصينية (الإنجليزية)